# Phễu tuyến yên
Phễu tuyến yên (còn gọi là cuống tuyến yên, phễu Fenderson) là nơi tiếp giáp vùng dưới đồi với thùy sau tuyến yên. Sợi thần kinh đi qua màng cứng của hoành tuyến yên, mang sợi trục từ tế bào tiết thể dịch thần kinh lớn (magnocellular neurosecretory cell) của vùng dưới đồi xuống thùy sau tuyến yên để giải phóng các hormone sinh lý thần kinh như oxytocin và vasopressin vào máu.
Con đường này được gọi là bó hạ đồi-thùy sau tuyến yên (hypothalamo-hypophyseal tract).
Tổn thương phễu tuyến yên ngăn cản giải phóng hormone chống bài niệu, dẫn đến chứng khát nhiều (uống quá nhiều nước) và chứng đa niệu (đi tiểu nhiều).

## Hình ảnh bổ sung

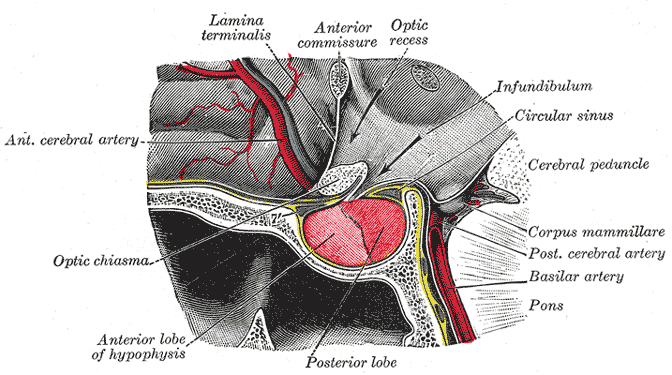
Thiết đồ qua tuyến yên, có thể thấy phễu tuyến yên